# Игуман Серафим (Тошић)
Серафим (световно Богдан Тошић; Лопатањ код Осечине, 24. децембар 1944) јеромонах је Српске православне цркве и игуман Манастира Лепенац.

## Биографија
Игуман Серафим (Тошић) рођен је 24. децембра 1944. године у селу Лопатањ код Осечине, од побожних родитеља. На крштењу је добио име Богдан.
Након окончане основне школе, завршио је Природно-математички факултет Универзитета у Београду, 1970. године. Свој монашки пут започиње 1995. године када долази у Манастир Витовницу код Петровца на Млави. Замонашен је у расу и камилавку 3. јануара 1998. године од старешине игумана Тадеја (Штрабуловића), добивши име Серафим.
Рукоположен је у чин јерођакона 12. новембра 2000. године у Витовницу, а чин јеромонаха 30. новембра 2002. године у Манастир Томићу, од стране епископа браничевскога господина Игнатија (Мидића). По потреби службе из Манастира Витовнице 27. јула 2002. године премештен је у Манастир Брадачу код Малог Црнића, где је остао до као старешина до 2005. године.
Одлуком епископа браничевскога господина Игнатија, постављен је 2005. године за старешину Манастира Томић, где остаје до 28. децембра исте године када предају управу игуманији Сергији (Петровић). Исте 2005. године одлази у Манастир Витовницу, где бива постављен за намесника до 2007. године.
По потреби службе а одлуком епископа шумадијскога господина Јована Младеновића, постављен је старешину Манастира Пиносаве код Кусадака, 22. августа 2007. године, где остаје до 2011. године када бива постављен за старешину Манастира Лепенац код Бруса.